# Hans Ziegler (Schauspieler)

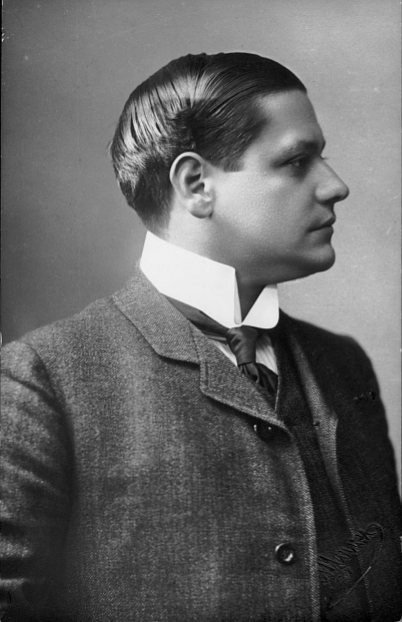
Hans Ziegler

Hans Ziegler (* 9. Mai 1879 in Karlsruhe; † 24. Dezember 1961 in Wien; auch als Karl Ziegler geführt) war ein deutsch-österreichischer Schauspieler, Regisseur und Theaterdirektor.

## Leben
Hans Ziegler erhielt von 1896 bis 1898 Schauspielunterricht bei Fritz Herz am Hoftheater in Karlsruhe. Er debütierte 1898 in Bad Neuenahr als Hochzeitsreisender in dem Singspiel Im weißen Rößl von Ralph Benatzky. Erste Bühnenstationen hatte er in Koblenz, Meißen, Essen und an dem Deutschen Theater in London und war von 1904 bis 1907 Mitglied des Ensembles des Schauspielhauses in Frankfurt am Main. Es folgten Engagements an das Schauspielhaus in Düsseldorf (Spielzeit 1907/1908), an das Neue Theater in Berlin (Spielzeit 1908/1909) und ab 1910 an verschiedenen Bühnen in Wien. So war er von 1913 bis 1917 am Deutschen Volkstheater verpflichtet. Nach Ende des Ersten Weltkrieges wurde er Direktor, Oberspielleiter und Schauspieler an der Volksbühne (später in Renaissancebühne umbenannt). Für die Spielzeit 1922/1923 wechselte Hans Ziegler als Spielleiter nach Zürich und von 1927 bis 1934 ging er als Direktor und Schauspieler an das deutschsprachige Stadttheater in Bielitz. Nach dem Zweiten Weltkrieg wurde er Ensemblemitglied am Theater in der Josefstadt und verkörperte dort in Peter Ustinovs Die Liebe der vier Obersten den Bürgermeister und in Molnárs Der Schwan den Caesar.
Hans Ziegler wirkte auch in einigen Film- und Fernsehproduktionen mit. Darunter befanden sich 1925 der Stummfilm Ein Walzer von Strauß von Max Neufeld mit Eugen Neufeld und Fred Louis Lerch und 1948 der Spielfilm Der Engel mit der Posaune von Karl Hartl mit Paula Wessely, Helene Thimig und Hedwig Bleibtreu. Bei diesem Film trat er unter dem Namen Karl Ziegler auf. Eine größere Aufmerksamkeit erlangte er mit der Rolle des Hofrates Dr. Seeburger in zwei Filmen der Sissi-Trilogie Sissi, die junge Kaiserin von 1956 und Sissi – Schicksalsjahre einer Kaiserin von 1957. Er war zudem in einer Fernsehadaption des Österreichischen Rundfunks von Paolo Levis Der Fall Pinedus zu sehen. In der Regie von Theodor Grädler spielten unter anderem Erik Frey, Günther Haenel und Fritz Muliar.

## Filmografie
- 1922: Das Apachenmädel
- 1925: Ein Walzer von Strauß
- 1926: Frau Sopherl vom Naschmarkt
- 1948: Der Prozeß
- 1948: Das andere Leben
- 1948: An klingenden Ufern
- 1948: Der Engel mit der Posaune
- 1952: 1. April 2000
- 1954: Und der Himmel lacht dazu (Bruder Martin)
- 1955: An der schönen blauen Donau
- 1956: Sissi, die junge Kaiserin
- 1957: Sissi – Schicksalsjahre einer Kaiserin
- 1958: Der Page vom Palast-Hotel
- 1959: Der Fall Pinedus (Fernsehfilm)
- 1960: Das Spiel vom lieben Augustin (Fernsehfilm)
- 1961: Donadieu (Fernsehfilm)